# Calendar Girls
Calendar Girls è un film del 2003 diretto da Nigel Cole.
È basato sulla vera storia di un gruppo di donne di mezza età dello Yorkshire che produsse un calendario sexy con loro fotografie di nudo per raccogliere fondi a sostegno della ricerca contro la leucemia.

## Trama
Annie Clarke e Chris Harper sono due amiche di mezz'età che vivono nel villaggio di Knapely, dove trascorrono molto tempo al Women's Institute locale. Quando al marito di Annie, John, viene diagnosticata la leucemia terminale, Chris, che li visita regolarmente in ospedale, si lamenta del divano scomodo nella sala d'attesa. Dopo aver notato un calendario "femminile" in un negozio locale, le viene l'idea di raccogliere fondi per acquistare un nuovo divano. Propone quindi di realizzare un calendario con le amiche del Women's Institute che posano discretamente nude mentre sono impegnate in attività tradizionali come cucinare e lavorare a maglia. La sua proposta inizialmente viene accolta con scetticismo, ma alla fine convince altre dieci donne a partecipare al progetto con lei e Annie.
Arruolano Lawrence, un lavoratore ospedaliero e fotografo dilettante, per realizzare il progetto. Nonostante l'iniziale avversione del capo del ramo locale del Women's Institute Chris e Annie perorano la loro causa al congresso nazionale del movimento, che accetta la vendita del calendario.
La stampa iniziale si esaurisce rapidamente e guadagna l'attenzione dei media nazionali. Le donne appaiono al The Tonight Show con Jay Leno a Los Angeles. La pubblicità che circonda il calendario alla fine mette a dura prova le loro vite personali e, durante un servizio fotografico, la tensione ribolle, Chris e Annie si scontrano con rabbia. Quest'ultima accusa la prima di ignorare suo marito e suo figlio e le richieste dell'azienda di famiglia a favore della ritrovata celebrità; Chris crede che Annie si diverta nel suo status benefattrice per provvedere ai malati e alle persone in lutto che l'hanno bombardata di lettere di fan.
Alla fine tutto si risolve e le donne riprendono le loro normali vite pre-calendario. Prima dei titoli di coda, viene mostrato che hanno guadagnato più di mezzo milione di sterline con i calendari e che con il ricavato hanno costruito un reparto speciale per la cura della leucemia presso l'ospedale locale.

## Produzione
Il film è stato ispirato dalla storia vera derivante dalla morte del marito di Angela Baker, John Richard Baker, morto di linfoma non-Hodgkin nel 1998. Durante la sua malattia, gli amici di Baker hanno iniziato a raccogliere fondi, inizialmente con l'obiettivo di acquistare un divano per la sala visitatori nell'ospedale dove John era stato curato. Con la realizzazione del calendario e delle altre opere derivate hanno raccolto oltre 3 milioni di sterline per Leukaemia & Lymphoma Research (ora Blood Cancer UK), la principale organizzazione di beneficenza per i tumori del sangue del Regno Unito.
Le foto del calendario originale sono state scattate da Terry Logan, un ex fotografo professionista sposato con una delle modelle. È stato rilasciato il 12 aprile 1999 ed è diventato un successo travolgente, il tutto esaurito nella prima settimana. Sono state stampate altre 10 000 copie, tutte vendute entro tre settimane. Nove mesi dopo il suo lancio, il calendario aveva venduto 88 000 copie.  Dal 2000, le Calendar Girls hanno prodotto calendari per il 2004, 2005, 2007 e un calendario per il 2008 con le loro ricette dello Yorkshire preferite sul retro di ogni mese. Dieci anni dopo, hanno lanciato un calendario 2010 con una nuova serie di immagini a colori e l'obiettivo di raccogliere 2 milioni di sterline per la ricerca sulla leucemia e il linfoma.  Inoltre, nel corso degli anni, hanno rilasciato una gamma di prodotti in aiuto all'ente benefico.

La sceneggiatrice Juliette Towhidi si è imbattuta per la prima volta nella storia quando le è stato mostrato un articolo sul Guardian e ha riportato l'idea alla produttrice Suzanne Mackie. Le due avevano discusso per un po' di idee per un film al femminile, e questo le è sembrato il progetto perfetto. Hanno viaggiato insieme nello Yorkshire per incontrare le donne e sono stati in grado di assicurarsi i diritti sulla storia della vita di fronte alla forte concorrenza di Hollywood. Towhidi ha poi lavorato a diverse bozze della sceneggiatura, conoscendo le donne e sviluppando la sceneggiatura nel corso di diverso tempo. In questo periodo il titolo del film è passato da "Calendar Girls" a "Jam and Jerusalem" e viceversa. Un primo regista è stato scelto ma quando ha abbandonato, è stato scelto Nigel Cole, noto per il suo debutto cinematografico L'erba di Grace, seguito rapidamente dallo sceneggiatore Tim Firth , che ha assunto le funzioni di scrittura da Towhidi e ha lavorato alla riscrittura della sceneggiatura fino alla produzione.

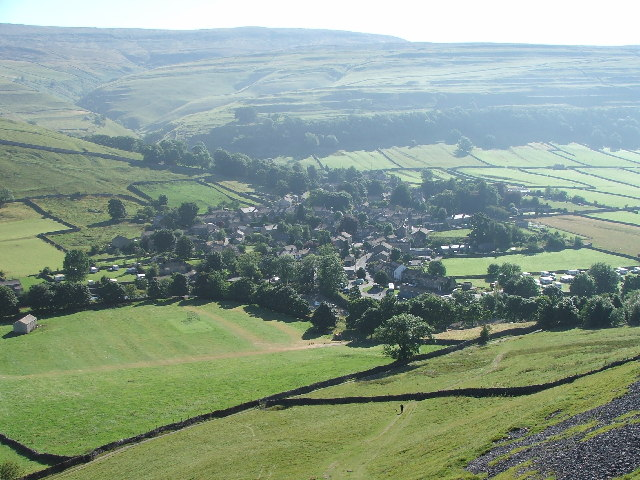
Il villaggio di Kettlewell dove è stato ambientato l'immaginario paese di Knapely.

Le riprese si sono svolte nell'estate del 2002. Gran parte del film è stato girato dentro e intorno al villaggio di Kettlewell nel North Yorkshire, a circa dieci miglia di distanza dal reale paese di cui erano originarie le Calendar Girls. Ulteriori località includono Buckden , Burnsall , Conistone , Ilkley , Settle , Linton , Malham , Skipton , Westminster e Ealing a Londra e la spiaggia di Santa Monica. Gli interni sono stati girati negli Shepperton Studios nel Surrey.

## Accoglienza

### Critica
Il film ha ricevuto sostanzialmente critiche positive dalla stampa. Il sito web aggregatore di recensioni Rotten Tomatoes ha riportato che il 74% dei critici ha dato alla pellicola una valutazione positiva, basata su 126 recensioni, con un punteggio medio di 6,5/10.  Su Metacritic , che utilizza un sistema di valutazione normalizzato, il film detiene un punteggio di 60/100, basato su 30 recensioni, che indica "recensioni generalmente favorevoli".